# Архиепархия Мендосы
Архиепархия Мендосы (лат. Archidioecesis Mendozensis) — архиепархия Римско-Католической церкви с центром в городе Мендоса, Аргентина. В митрополию Мендосы входят епархии Неукена, Сан-Рафаэля. Кафедральным собором архиепархии Мендосы является церковь Пресвятой Девы Марии Лоретанской.

## История
20 апреля 1934 года Папа Римский Пий XI выпустил буллу «Nobilis Argentinae nationis», которой учредил епархию Мендосы, выделив её из архиепархии Сан-Хуана-де-Куйо. Первоначально епархия Мендосы являлась суффраганной по отношению к архиепархии Сан-Хуана-де-Куйо.
10 апреля 1961 года Папа Римский Иоанн XXIII выпустил буллу «Nobilis Argentina Respublica», которой передал часть территории епархии Мендосы для образования епархии Сан-Рафаэля и одновременно возвёл епархию Мендосы в ранг архиепархии-митрополии.

## Ординарии архиепархии
- епископ José Aníbal Verdaguer y Corominas (13.09.1934 — 19.07.1940);
- архиепископ Alfonso María Buteler (11.10.1940 — 30.09.1973);
- архиепископ Olimpo Santiago Maresma (31.10.1974 — 3.07.1979);
- архиепископ Cándido Genaro Rubiolo (11.10.1979 — 25.03.1996);
- архиепископ José María Arancibia (25.03.1996 — 10.11.2012);
- архиепископ Carlos María Franzini (10.11.2012 — 8.12.2017, до смерти);
- архиепископ Марсело Даниэль Коломбо (с 22 мая 2018 года).